# 佛羅里達號戰艦
佛羅里達號戰艦（舷號BB-30）是一艘隸屬於美國海軍的戰艦，為佛羅里達級戰艦的首艦。她是美軍第五艘以佛羅里達州為名的軍艦。
佛羅里達號在1909年於布魯克林造船廠開始建造，並在1910年下水，最終在1911年服役。接著佛羅里達號主要在大西洋執勤，並在1914年支援美國在坦皮科事件後入侵韋拉克魯斯。美國參與第一次世界大戰後，佛羅里達號被派到英國海域，加入英國本土艦隊，主要負責護航任務。
戰後佛羅里達號恢復日常訓練，並剛好為華盛頓海軍條約豁免，得以保留。1924年佛羅里達號進入船廠作現代化改建，於1926年回到現役，並參與了數次艦隊解難演習（Fleet Problems）。1931年佛羅里達號按倫敦海軍條約而退役，並在1932年除籍以出售拆解。